# Glenea sassensis
Glenea sassensis é uma espécie de escaravelho da família Cerambycidae. Foi descrita por Stephan vonBreuning .